# 시모야마촌 (아이치현 누카타군)
시모야마촌(下山村)은 아이치현 누카타군에 설치되었던 촌이다. 현재의 도요타시 남동부·오카자키시 북부에 해당한다.